# Trixa pellucens
Trixa pellucens là một loài ruồi trong họ Tachinidae.